# Sibirija
Sibirija [sibírija] (rusko Сиби́рь, latinizirano: sibir, v tatarščini pomeni »speča dežela«) je obsežna geografska regija, ki sestavlja vso severno Azijo, od gorovja Ural na zahodu do Tihega oceana v vzhod. Sibirija je ruska od druge polovice 16. stoletja, potem ko so Rusi osvojili dežele vzhodno od Urala. Sibirija je obsežna in redko poseljena, pokriva površino več kot 13,1 milijona kvadratnih kilometrov, vendar je dom le petine ruskega prebivalstva. Novosibirsk in Omsk sta največji mesti v regiji.
Ker je Sibirija geografska in zgodovinska regija in ne politična enota, ni enotne natančne opredelitve njenih teritorialnih meja. Tradicionalno se Sibirija razteza proti vzhodu od gorovja Ural do Tihega oceana in vključuje večino povodja Arktičnega morja. Reka Jenisej deli Sibirijo na dva dela, zahodni in vzhodni. Sibirija se razteza proti jugu do hribov severno-osrednjega Kazahstana ter do severnih delov Mongolije in Kitajske. Osrednji del Sibirije (zahodna in vzhodnosibirska gospodarska regija) je veljal za osrednji del regije v Sovjetski zvezi. Poleg jedra zahodni del Sibirije vključuje nekaj ozemelj Uralske regije, skrajni vzhodni del pa se je zgodovinsko imenoval Ruski Daljni vzhod.
Na treh četrtinah površine Rusije živi zaradi negostoljubnega podnebja le četrtina ruskega prebivalstva. Pomembnejša mesta so Abakan, Angarsk, Barnaul, Bratsk, Čita, Čeljabinsk, Irkutsk, Jakutsk, Jekaterinburg, Krasnojarsk, Norilsk, Novosibirsk, Omsk, Rubcovsk, Tomsk in Ulan-Ude.
V Sibiriji so v obdobju Ruskega carstva in kasnejše Sovjetske zveze postavili mnogo kazenskih in delovnih taborišč, kamor so zapirali pretežno politične zapornike oziroma nasprotnike režima in svobodomiselne ljudi.
Sibirija je po vsem svetu znana predvsem po dolgih, ostrih zimah z januarskim povprečjem −25 °C. Kulturno in politično je del Evrope. Evropski kulturni vplivi, zlasti ruski, prevladujejo po vsej regiji, saj je imela rusko emigracijo iz Evrope že od 16. stoletja in tvorila sibirsko rusko subetnično skupino. Več kot 85 % prebivalstva regije je evropskega porekla.

## Izvor imena
Etimologija besede Sibirija (Сибирь) še ni dokončno določena. Obstaja mnogo hipotez o tem, da ima mongolsko poreklo, po eni od alternativnih hipotez pa naj bi označevala pleme iz turške jezikovne skupine, ki je živelo ob reki Irtiš v okolici današnjega mesta Tobolsk. V 13. stoletju beseda poleg narodnosti začne označevati tudi regijo, kjer je pleme živelo. Sibirija je bila prvič omenjena v pisnih virih v delih iranskih avtorjev v 13. stoletju, v katalonskem atlasu iz leta 1375 je to področje označeno kot Sebur. V ruskih letopisih iz 15. stoletja so z imenom Sibirija označevali ozemlje okrog reke Tobol srednjega toka reke Irtiš. 

## Zgodovina

### Prazgodovina
Območje ima paleontološki pomen, saj vsebuje ostanke prazgodovinskih živali iz pleistocenske dobe, ohranjene v ledu ali v permafrostu. Najdeni so bili primerki mladičev Goldfussovih jamskih levov (Panthera spelaea), dlakavega mamuta Yuka in še enega dlakavega mamuta iz Ojmjakona, dlakavega nosoroga iz Kolime ter bizona in konje iz Jukagirja.
Sibirske trape so nastale zaradi enega največjih znanih vulkanskih dogodkov v zadnjih 251 milijonih let geološke zgodovine Zemlje. Njihova dejavnost se je nadaljevala milijon let in nekateri znanstveniki menijo, da je to možen vzrok za veliko izumiranje pred približno 250 milijoni let, – po ocenah je izumrlo 90% takrat obstoječih vrst.
Vsaj tri vrste ljudi so živele v južni Sibiriji pred približno 40.000 leti: Homo sapiens, H. neanderthalensis in Denisovski človek. Leta 2010 so dokazi DNK opredelili zadnjega kot ločeno vrsto.

### Zgodnja zgodovina
V preteklih tisočletjih so različne skupine nomadov – kot so Eneti, Neneti, Huni, Šiongnuji, Skiti in Ujguri – naseljevali različne dele Sibirije. Protomongolsko ljudstvo Kitan je tudi zasedalo dele regije. Leta 630 je bil sibirski kan v bližini sodobnega Tobolska znan kot ugledna osebnost, ki je Kubrata potrdil kot kagana stare Velike Bolgarije. V 13. stoletju, v obdobju Mongolskega cesarstva, so Mongoli osvojili velik del tega območja.
Z razpadom Zlate horde se je v poznem 15. stoletju oblikoval avtonomni Sibirski kanat. Turško govoreči Jakuti so se pod pritiskom mongolskih plemen med 13. in 15. stoletjem preselili na sever iz regije Bajkalskega jezera. Sibirija je ostala redko poseljeno območje. Zgodovinar John F. Richards je zapisal: »... dvomljivo je, da je skupna zgodnjemoderna sibirska populacija presegla 300.000 oseb.«
Rastoča moč Rusije na Zahodu je začela spodkopavati Sibirski kanat v 16. stoletju. Najprej so na območje začele vstopati skupine trgovcev in kozakov. Ruski vojski je bilo naročeno vzpostaviti utrdbe vse dlje in dlje na vzhod, da bi zaščitile nove ruske naseljence, ki so se priselili iz Evrope. Razvila so se mesta, kot so Mangazeya, Tara, Jenisejsk in Tobolsk, zadnji je postal de facto prestolnica Sibirije od leta 1590. Takrat je bilo Sibir ime trdnjave v Kašliku blizu Tobolska. Gerardus Mercator na zemljevidu, ki je bil objavljen leta 1595, označuje Sibir tako kot ime naselja in okoliškega ozemlja ob levem pritoku Oba. Nekateri viri trdijo, da so Šibe, avtohtono ljudstvo Tungusa, nudili oster odpor proti ruski ekspanziji onkraj Urala. Nekateri menijo, da je izraz Sibirija rusifikacija njihovega etnonima.

### Ruski imperij
Do sredine 17. stoletja je Rusija vzpostavila nadzorna območja, ki so segala do Tihega oceana. Do leta 1709 se je v Sibiriji naselilo okoli 230.000 Rusov. Sibirija je postala ena od destinacij za pošiljanje notranjih izgnancev. Izgnanstvo je bilo glavna ruska kaznovalna praksa z več kot 800.000 ljudmi izgnanih v 19. stoletju.
Prva velika sodobna sprememba v Sibiriji je bila Transsibirska železnica, zgrajena v letih 1891–1916. Sibirijo je tesneje povezala s hitro industrializirano Rusijo Nikolaja II. (vladal 1894–1917). Med letoma 1801 in 1914 se je iz Evrope v Sibirijo preselilo okoli sedem milijonov Rusov. Med letoma 1859 in 1917 se je na ruski Daljni vzhod preselilo več kot pol milijona ljudi. Sibirija ima obsežne naravne vire: v 20. stoletju je prišlo do obsežnega izkoriščanja le-teh in po vsej regiji so se pojavila industrijska mesta.
Ob 7.15 uri 30. junija 1908 se je nad območjem reke Podkamena Tunguska v osrednji Sibiriji zgodila eksplozija, imenovana Tunguski dogodek, ki je podrla na milijone dreves. Večina znanstvenikov verjame, da je bila to posledica eksplozije meteorja ali kometa. Čeprav kraterja nikoli niso našli, pokrajina na (redko poseljenem) območju še vedno nosi brazgotine tega dogodka.

### Sovjetska Zveza
V prvih desetletjih Sovjetske zveze (zlasti v 1930-ih in 1940-ih) je vlada uporabila državno agencijo Gulag za upravljanje sistema kazenskih delovnih taborišč, ki je nadomestila prejšnji sistem katorga. Po napol uradnih sovjetskih ocenah, ki so postale javne šele po padcu sovjetske vlade leta 1991, je od leta 1929 do 1953 skozi ta taborišča in zapore šlo več kot 14 milijonov ljudi, od tega veliko v Sibiriji. Drugih sedem do osem milijonov ljudi je bilo interno deportiranih v oddaljena območja Sovjetske zveze (v več primerih vključno s celotnimi narodnostmi ali etničnimi skupinami).
Pol milijona (516.841) zapornikov je umrlo v taboriščih med letoma 1941 in 1943 med drugo svetovno vojno. V drugih obdobjih je bila umrljivost razmeroma nižja. Velikost in obseg taborišč gulagov ostaja predmet številnih raziskav in razprav. Številna taborišča so delovala na izjemno oddaljenih območjih severovzhodne Sibirije. Najbolj znane skupine so bile Sevvostlag (severovzhodna taborišča) ob Kolimi in Norillag pri Norilsku, kjer je leta 1952 živelo 69.000 zapornikov. Večja industrijska mesta Severne Sibirije, kot sta Norilsk in Magadan, so se razvila iz taborišč, ki so jih zgradili zaporniki in vodili nekdanji zaporniki.

## Geografija
Sibirija se razprostira na površini 13,1 milijona kvadratnih kilometrov, ki pokriva veliko večino celotnega ozemlja Rusije in skoraj 9 % zemeljske površine (148.940.000 km²). Geografsko spada v Azijo, vendar se kulturno in politično šteje za evropsko, saj je del Rusije. Glavni geografski območji v Sibiriji so Zahodnosibirska planota in Srednjesibirska planota.
Vzhodna in osrednja Saha obsega številne gorske verige sever-jug različnih starosti. Te gore segajo do skoraj 3000 metrov, a so nad nekaj sto metri so skoraj popolnoma brez vegetacije. Verhojansko gorovje je bilo v pleistocenu obsežno poledenelo, vendar je bilo podnebje presuho, da bi se poledenitev razširila na nižje nadmorske višine. Na teh nižjih nadmorskih višinah so številne doline, mnoge so globoke in pokrite z macesnovim gozdom, razen na skrajnem severu, kjer prevladuje tundra. Tla so večinoma turbeli (vrsta gelizola). Aktivna plast je po navadi globoka manj kot en meter, razen v bližini rek.
Najvišja točka v Sibiriji je aktivni vulkan Ključevska Sopka na polotoku Kamčatka. Njegov vrh doseže 4750 metrov.

### Pogorja
- Altaj
- Anadirsko višavje
- Bajkalske gore
- Khamar-Daban
- Čersko pogorje
- Čukotsko gorovje
- Gorovje Dzhugdzhur
- Gorovje Kolima
- Gorovje Korjak
- Pogorje Sajan
- Gore Tannu-Ola
- Uralsko gorovje
- Verhojansko gorovje
- Gorovje Jablonoi

### Geomorfološke regije
- Srednjesibirska planota
- Srednje Jakutska nižina
- Vzhodnosibirska nižina
- Vzhodnosibirske gore
- Severnosibirska nižina
- Južnosibirske gore
- Zahodnosibirska planota

### Jezera in reke
- Alazeya
- Anabar
- Angara
- Indigirka
- Irtiš
- Kolima
- Bajkalsko jezero
- Lena
- Spodnja Tunguska (Nižnjaja Tunguska)
- Novosibirsko jezero
- Ob
- Podkamena Tunguska
- Popigaj
- Zgornja Angara
- Uvs Nuur
- Jana
- Jenisej

### Travišča
- Planota Ukok—del Unescove svetovne dediščine.[27]

### Geologija
Zahodnosibirska planota, ki jo sestavljajo večinoma kenozojske aluvialne usedline, je nekoliko ravninska. Sredi pleistocena je bilo veliko usedlin na tej ravnini posledica ledenih jezov, ki so ustvarili veliko ledeniško jezero. To jezero iz srednjega do poznega pleistocena je blokiralo severni tok rek Ob in Jenisej, kar je povzročilo preusmeritev na jugozahod v Kaspijsko jezero in Aralsko jezero prek doline Turgai. Območje je zelo močvirnato, tla so večinoma šotnata - histosol, na severnem delu brez dreves pa gelisol (tla zelo hladnega podnebja, za katere je opredeljeno, da vsebujejo permafrost v dveh metrih od površine tal) Na jugu so ravnice, kjer večinoma ni večne zmrzali, bogata travišča, ki so podaljšek kazaške stepe, tvorila prvotno vegetacijo, katere večina ni več vidna.
Srednjesibirska planota je starodavni kraton (včasih imenovan Angaraland), ki je tvoril samostojno celino pred permom. Je izjemno bogata z minerali, saj vsebuje velika nahajališča zlata, diamantov in rud mangana, svinca, cinka, niklja, kobalta in molibdena. Velik del območja vključuje Sibirske trape – veliko magmatsko provinco. Ogromno eruptivno obdobje je približno sovpadalo s permsko-triasnim izumrtjem. V kvartarju je bil poledenel le skrajni severozahod, vendar je skoraj vse pod izjemno globokim permafrostom in edino drevo, ki lahko uspeva kljub toplim poletjem, je listopadni sibirski macesen (Larix sibirica) z zelo plitvimi koreninami. Zunaj skrajnega severozahoda prevladuje tajga, ki pokriva pomemben del celotne Sibirije. Tla so tukaj večinoma gelisol, ki se umaknejo podzolu, kjer aktivna plast postane debelejša in vsebnost ledu nižja.
Naftna provinca Lena-Tunguska vključuje srednjesibirsko planoto (nekateri avtorji jo imenujejo vzhodnosibirska planota), ki jo na severovzhodu in vzhodu omejuje pozni karbonski skozi jurski vrhojanski pregibni pas, na severozahodu pa paleozojski tajmrski pregibni pas in na jugovzhodu, jugu in jugozahodu od srednjega silurja do srednjega devona bajkalskega gubastega pasu.  Regionalna geološka izvidniška študija, ki se je začela leta 1932 in ji je sledilo površinsko in podzemno kartiranje, je razkrila Markova-Angarski lok (antiklinala). To je privedlo do odkritja naftnega polja Markovo leta 1962 z vrtino Markovo-1, ki je izvirala iz zgodnjekambrijskega peščenjaka Osa Horizon na globini 2156 metrov. Sredne-Botuobinsko plinsko polje je bilo odkrito leta 1970, nastajalo pa je iz Ose in proterozojskega obzorja Parfenovo.  Naftno polje Jaraktin je bilo odkrito leta 1971, nafta se je nahajala na globinah do 1750 metrov in leži pod bazaltnimi luskami perma in spodnje jure.

### Podnebje
| |
| polarna puščava tundra alpska tundra tajga montanski gozd Zmerni širokolistni in mešani gozdovi stepa polsušno podnebje      |
| Vegetacija v Sibiriji je večinoma sestavljena iz tajge, s pasom tundre na severnem obrobju in zmernim gozdnim pasom na jugu. |

Podnebje Sibirije se močno razlikuje, vendar ima običajno kratka poletja in dolge, surovo mrzle zime. Na severni obali, severno od polarnega kroga, je zelo kratko (približno en mesec) poletje.
Skoraj vse prebivalstvo živi na jugu, ob trasi Transsibirske železnice. Podnebje v tem najbolj južnem delu je vlažno celinsko podnebje (Köppnova podnebna klasifikacija Dfb) s hladnimi zimami, vendar dokaj toplimi poletji, ki trajajo vsaj štiri mesece. Povprečna letna temperatura je približno 0,5 °C. Januar ima v povprečju okoli −20 °C, julij pa približno +19 °C, medtem ko dnevne temperature poleti običajno presegajo 20 °C.  Z zanesljivo rastno dobo, obilico sonca in izjemno rodovitnimi černozjomskimi tlemi je južna Sibirija dovolj dobra za donosno kmetijstvo, kot se je pokazalo v začetku 20. stoletja.
Daleč najpogostejše podnebje v Sibiriji je celinsko subarktično (Köppen Dfc ali Dwc), z letno povprečno temperaturo okoli −5 °C in povprečjem za januar −25 °C in povprečje za julij +17 °C, čeprav se to precej razlikuje, pri čemer je julijsko povprečje približno 10 °C v ekotonu tajge in tundre. Poslovno usmerjeno spletno mesto in blog Business Insider navajata Verhojansk in Ojjyakon v sibirski republiki Saha, ko tekmujeta za naslov hladnega pola severne poloble. Ojmjakon je vas, ki je 6. februarja 1933 zabeležila temperaturo −67,7 °C. Verhojansk, mesto bolj severno in bolj v notranjost, je zabeležilo temperaturo −69,8 °C za tri zaporedne noči: 5., 6. in 7. februar 1933. Vsako mesto se izmenično šteje za hladni pol severne poloble – najhladnejša naseljena točka na severni polobli. Vsako mesto poleti pogosto doseže 30 °C, kar jim in večini ostale ruske Sibirije daje največje temperaturno nihanje na svetu med poletnimi najvišjimi in zimskimi najnižjimi, pogosto krepko čez 94–100+ °C med letnimi časi.
Jugozahodni vetrovi prinašajo topel zrak iz Srednje Azije in Bližnjega vzhoda. Podnebje v Zahodni Sibiriji (Omsk ali Novosibirsk) je za nekaj stopinj toplejše kot na vzhodu (Irkutsk ali Čita), kjer na severu prevladuje ekstremno zimsko subarktično podnebje (Köppen Dfd ali Dwd). Toda poletne temperature v drugih regijah lahko dosežejo +38 °C. Na splošno je Saha najhladnejša sibirska regija, porečje reke Jana pa ima najnižje temperature med vsemi, saj permafrost doseže 1493 metrov. Kljub temu cesarski ruski načrti za naselitev niso nikoli obravnavali mraza kot ovire. Pozimi se južna Sibirija blizu središča poltrajnega sibirskega visokogorja, zato so vetrovi pozimi običajno šibki.
Padavin v Sibiriji je na splošno malo, presegajo 500 milimetrov samo na Kamčatki, kjer vlažni vetrovi pihajo iz Ohotskega morja na visoke gore – kar ustvarja edine večje ledenike v regiji, čeprav vulkanski izbruhi in nizke poletne temperature omogočajo le omejenim gozdovom rasti. Padavin je veliko tudi v večjem delu Primorja na skrajnem jugu, kjer lahko monsunski vplivi povzročijo precej močne poletne padavine.

#### Globalno segrevanje
Raziskovalci, med njimi Sergej Kirpotin z državne univerze Tomsk in Judith Marquand z univerze Oxford, opozarjajo, da se je Zahodna Sibirija zaradi globalnega segrevanja začela tajati. Zamrznjena šotišča v tej regiji lahko vsebujejo milijarde ton plina metana, ki se lahko sprosti v ozračje. Metan je toplogredni plin, 22-krat močnejši od ogljikovega dioksida. Leta 2008 je raziskovalna odprava za Ameriško geofizično zvezo odkrila ravni metana do 100-krat nad normalno v ozračju nad sibirsko Arktiko, kar je verjetno posledica sproščanja metanskih klatratov skozi luknje v zamrznjenem "pokrovu" permafrosta na morskem dnu okoli izliva Lene in območja med Laptevskim in Vzhodnosibirskim morjem.
Od leta 1988 so poskusi v Pleistocenskem parku predlagali obnovo travinj iz prazgodovinskih časov z izvajanjem raziskav o učinkih velikih rastlinojedih živali na permafrost, kar kaže, da so živali in ne podnebje vzdrževale pretekli ekosistem. V parku naravnega rezervata izvajajo tudi klimatske raziskave o spremembah, ki jih pričakujemo od ponovne naselitve pašnih živali ali velikih rastlinojedcev, s hipotezo, da bi prehod iz tundre na travinje povzročil neto spremembo razmerja med emisijo in absorpcijo energije.
Po besedah Vasilija Krjučkova je približno 31.000 kvadratnih kilometrov ruske Arktike izpostavljenih resnim okoljskim motnjam.

## Živalstvo

### RedGalliformes

#### DružinaTetraonidae
- gozdni jereb (Lagopus muta)[39]
- sibirski jereb (Falcipennis falcipennis))[40]
- ruševec (Lyrurus tetrix)[41]
- divji petelin (Tetrao urogalloides)[42]
- divji petelin (Tetrao urogallus)[43]
- barjanski snežni jereb (Barjanski snežni jereb)[44]
- belka (Tetrastes bonasia)[45]

#### DružinaPhasianidae
- stepska jerebica (Perdix dauurica)
- jerebica (Perdix perdix)
- Altajski snežni petelin (Tetraogallus altaicus)
- japonska prepelica (Coturnix japonica)
- prepelica (Coturnix coturnix)
- fazan (Phasianus colchicus)

### RedArtiodactyla
- los
- dvogrba kamela (baktrijska kamela)
- zober
- navadni jelen
- divja svinja
- sibirska srna (Capreolus pygargus)
- mandžurski vapiti (Cervus canadensis xanthopygus)[46]
- sibirski mošusni jelen (Moschus moschiferus)[47]

### RedCarnivora

#### DružinaPsi(Canidae)
• volk
- tundrski volk]] (Canis lupus albus)
- polarna lisica
- navadna lisica

#### DružinaFelidae
- snežni leopard
- amurski leopard (Panthera pardus orientalis)[48]
- sibirski tiger[49]
- ris
- manul (Otocolobus manul)

#### DružinaMustelidae
- mala podlasica
- velika podlasica
- gorska podlasica (Mustela altaica)
- sibirska podlasica (Mustela sibirica)
- stepska podlasica (Mustela eversmanii)
- sobolj (Martes zibellina))
- vidra
- azijski jazbec (Meles leucurus)
- rosomah

#### Družina Ursidae
- azijski črni medved (Ursus thibetanus)[50]
- rjavi medved[51]; podvrsta Kamčatski rjavi medved (Ursus arctos beringianus)
- severni medved

## Rastlinstvo
- sibirski macesen Larix sibirica
- macesen Larix gmelinii
- sibirska smreka Picea obovata[52]
- bor Pinus pumila[53]

## Politika
Pomembne suverene države v zgodovini Sibirije
- država Xianbei (1.–3. stoletje pred našim štetjem)
- Prvi turški kaganat (6.–7. stoletje)
- Vzhodni turški kaganat (7. stoletje)
- Drugi turški kaganat (7.–8. stoletje)
- Mongolsko cesarstvo (13.–14. stoletje)
- Sibirski kanat (1468–1598)
- Rusko carstvo (1598–1721)
- Ruski imperij (1721–1917)
- Ruska republika (1917–1918)
- Ruska sovjetska federativna socialistična republika (1918–1922)
- Daljnovzhodna republika (1920–1922)
- Sovjetska zveza (1922–1991)
  - Ruska sovjetska federativna socialistična republika (1922–1991)
- Ruska federacija (1991–danes)

## Meje in upravne note
Izraz Sibirija ima dolgo zgodovino. Njegov pomen se je skozi stoletja postopoma spreminjal. Zgodovinsko gledano je bila Sibirija opredeljena kot celoten del Rusije in Severnega Kazahstana vzhodno od Urala, vključno z ruskim Daljnim vzhodom. Po tej definiciji se je Sibirija raztezala proti vzhodu od gorovja Ural do pacifiške obale in proti jugu od Arktičnega oceana do meje Srednje Azije in državnih meja tako Mongolije kot Kitajske.
Viri iz sovjetske dobe (Velika sovjetska enciklopedija in drugi) in sodobni ruski običajno opredeljujejo Sibirijo kot regijo, ki se razteza proti vzhodu od gorovja Ural do razvodja med pacifiškim in arktičnim povodjem ter proti jugu od Arktičnega oceana do gričev severno-osrednjega Kazahstana in državne meje tako Mongolije kot Kitajske. Po tej definiciji Sibirija vključuje federalne subjekte Sibirskega federalnega okrožja in nekaj Uralskega federalnega okrožja ter Republiko Saha (Jakutija), ki je del Daljnega vzhodnega federalnega okrožja. Geografsko ta definicija vključuje pododdelke več drugih subjektov Urala in federalnih okrožij Daljnega vzhoda, vendar niso vključeni administrativno. Ta opredelitev izključuje oblast Sverdlovsk in Čeljabinsk, ki sta obe vključeni v nekatere širše opredelitve Sibirije.
Drugi viri lahko uporabljajo bodisi nekoliko širšo definicijo, ki navaja, da je pacifiška obala, ne razvodje, vzhodna meja (torej vključuje celoten ruski Daljni vzhod), kot tudi ves severni Kazahstan je njegova podregija na jugozahodu ali nekoliko ožji, ki omejuje Sibirijo na Sibirsko federalno okrožje (torej izključuje vse subjekte drugih okrožij). V ruščini se beseda za Sibirija uporablja kot nadomestek za ime federalnega okrožja tisti, ki živijo v samem okrožju, manj pogosto pa se za označevanje federalnega okrožja uporablja ljudje, ki prebivajo zunaj njega.
Federalni subjekti Sibirije
- Uralsko federalno okrožje
- Sibirsko federalno okrožje
- Daljnjevzhodno federalno okrožje

Federalni subjekti Sibirije v širšem pomenu
- Daljnjevzhodno federalno okrožje
- Uralsko federalno okrožje

### Večja mesta
Najbolj naseljeno mesto v Sibiriji, pa tudi tretje najbolj naseljeno mesto v Rusiji, je mesto Novosibirsk. Današnji Novosibirsk je pomembno poslovno, znanstveno, proizvodno in kulturno središče azijskega dela Rusije.
Omsk je igral pomembno vlogo v ruski državljanski vojni, saj je služil kot začasna ruska prestolnica, pa tudi pri širitvi in upravljanju Srednje Azije. Poleg svojega kulturnega statusa je postal glavno središče za rafiniranje nafte, izobraževanje, promet in kmetijstvo.
Druga zgodovinska mesta Sibirije so Tobolsk (prva prestolnica in edini kremelj v Sibiriji), Tomsk (prej bogato trgovsko mesto) in Irkutsk (nekdanji sedež generalnega guvernerja Vzhodne Sibirije, blizu Bajkalskega jezera).
Druga večja mesta so: Barnaul, Kemerovo, Krasnojarsk, Novokuznetsk, Tjumen.
Širše opredelitve geografske Sibirije vključujejo tudi mesti: Čeljabinsk in Jekaterinburg na Uralu, Habarovsk in Vladivostok na ruskem Daljnem vzhodu ter celo Petropavlovsk v Kazahstanu in Harbin na Kitajskem.

## Gospodarstvo
Novosibirsk je največje mesto po številu prebivalcev in najpomembnejše mesto za sibirsko gospodarstvo; z dodatnim zagonom od leta 2000, ko je bil imenovan za regionalni center za izvršno birokracijo (Sibirsko federalno okrožje). Omsk je zgodovinsko in trenutno drugo največje mesto v regiji, od 1950-ih pa gosti največjo rusko rafinerijo nafte.
Sibirija je izjemno bogata z minerali, ki vsebujejo rude skoraj vseh gospodarsko vrednih kovin. Ima nekaj največjih nahajališč niklja, zlata, svinca, premoga, molibdena, mavca, diamantov, diopsida, srebra in cinka, pa tudi obsežne neizkoriščene vire nafte in zemeljskega plina. Približno 70 % razvitih naftnih polj v Rusiji je v regiji Khanty-Mansiysk. Rusija vsebuje približno 40 % svetovnih znanih virov niklja v nahajališču Norilsk v Sibiriji. Norilsk Nickel je največji svetovni proizvajalec niklja in paladija.
Sibirsko kmetijstvo je močno omejeno zaradi kratke rastne sezone večine regije. Vendar pa je na jugozahodu, kjer so tla izjemno rodoviten černozjom in je podnebje nekoliko bolj zmerno, obsežna pridelava pšenice, ječmena, rži in krompirja ter paša velikega števila ovac in goveda. Drugje je proizvodnja hrane zaradi slabe rodovitnosti podzolskih tal in izjemno kratkih rastnih obdobij omejena na vzrejo severnih jelenov v tundri — s katero se domačini ukvarjajo že več kot 10.000 let. Sibirija ima največje gozdove na svetu. Les ostaja pomemben vir dohodka, čeprav je bilo veliko gozdov na vzhodu posekanih veliko hitreje, kot jih je mogoče obnoviti. Ohotsko morje je zaradi svojih hladnih tokov in zelo velikih razponov plimovanja eno od dveh ali treh najbogatejših ribiških virov na svetu, zato Sibirija proizvede več kot 10 % svetovnega letnega ulova rib, čeprav se je ribolov nekoliko zmanjšal od razpad ZSSR leta 1991.
Leta 2009 poročajo, da razvoj obnovljive energije v Rusiji zavira pomanjkanje ustreznega okvira vladne politike, Od leta 2011 Sibirija še vedno ponuja posebne priložnosti za razvoj obnovljivih virov energije zunaj omrežja. Odročni deli Sibirije so predragi za povezavo s centralnimi električnimi in plinskimi omrežji, zato so bili v preteklosti oskrbovani z dragim dizelskim gorivom, ki so ga včasih pripeljali s helikopterjem. V takih primerih je obnovljiva energija pogosto cenejša.

## Demografija
Po ruskem popisu iz leta 2010 imata Sibirsko in Daljnovzhodno federalno okrožje, ki sta v celoti vzhodno od Urala, skupaj približno 25,6 milijona prebivalcev. Oblasti Tjumen in Kurgan, ki sta geografsko v Sibiriji, a administrativno del Uralskega federalnega okrožja, skupaj štejeta približno 4,3 milijona prebivalcev. Tako je v celotni regiji Sibirije (v najširši rabi izraza) približno 30 milijonov ljudi. Ima gostoto prebivalstva približno tri ljudi na kvadratni kilometer.
Največja etnična skupina v Sibiriji so Rusi slovanskega izvora, vključno z njihovo podetnično skupino Sibirci in rusificirani Ukrajinci. Obstajajo tudi druge skupine avtohtonega sibirskega in neavtohtonega etničnega izvora. Manjšina sedanjega prebivalstva so potomci mongolskega ali turškega ljudstva (Burjati, Jakuti) ali severnih avtohtonih ljudstev.
Največje neslovanske skupine so Volški Nemci in rusificirani Romuni s poreklom iz Besarabije (današnja Moldavija). Prvotne avtohtone skupine Sibirije, vključno z mongolskimi in turškimi skupinami, kot so Burjati, Tuvinci in Sibirski Tatari, so manjšine, ki jih presegajo vsi drugi neavtohtoni Sibirci. Dejansko so Rusi slovanskega izvora sami po sebi presegli vsa domorodna ljudstva skupaj, tako v celotni Sibiriji kot v njenih mestih, razen v republikah Tuva in Saha.
Rusi slovanskega porekla predstavljajo večino v republikah Burjatija in Altaj, številčno presegajo avtohtone Burjate in Altajce. Burjati predstavljajo le 30 % lastne republike, Altajci pa le po eno tretjino, Čukči, Evenki, Hanti, Mansi in Neneti pa so številčno večji od tujerodnih ljudstev za 90 % prebivalstva.
Po popisu iz leta 2002 je v Sibiriji 500.000 Sibirskih Tatarov, od tega pa je 300.000 Volških Tatarov, ki so se tudi naselili v Sibiriji v obdobjih kolonizacije in so tako tudi tujerodni Sibirci, v nasprotju z 200.000 sibirskimi Tatari, ki so v Sibiriji.
Od avtohtonih Sibircev so mongolsko govoreči Burjati, ki štejejo približno 500.000, najštevilčnejša skupina v Sibiriji in so v glavnem skoncentrirani v svoji domovini, Burjatski republiki. Po popisu iz leta 2010 je bilo 478.085 avtohtonih turško govorečih Jakutov. Druge etnične skupine, ki so avtohtone v Sibiriji, so Keti, Evenki, Čukči, Korjaki, Jupiki in Jukagirji.
Približno sedemdeset odstotkov prebivalcev Sibirije živi v mestih, predvsem v stanovanjih. Veliko ljudi živi tudi na podeželju, v preprostih, prostornih hišah, brunaricah. Novosibirsk je največje mesto v Sibiriji s približno 1,6 milijona prebivalcev. Tobolsk, Tomsk, Tjumen, Krasnojarsk, Irkutsk in Omsk so starejša zgodovinska središča.

## Religija
Po vsej Sibiriji obstajajo različna verovanja, vključno s pravoslavnim krščanstvom, drugimi denominacijami krščanstva, tibetanskim budizmom in islamom. Samo Sibirsko federalno okrožje ocenjuje 250.000 muslimanov. Ocenjuje se, da v Sibiriji živi približno 70.000 Judov, nekateri v Judovski avtonomni regiji. Prevladujoča verska skupina je Ruska pravoslavna Cerkev.
Tradicija obravnava Sibirijo kot arhetipsko domovino šamanizma, politeizem pa je priljubljen.  Plemena menijo, da so te domorodne svete prakse zelo starodavne. Obstajajo zapisi o sibirskih plemenskih zdravilskih praksah iz 13. stoletja. Ogromno ozemlje Sibirije ima veliko različnih lokalnih izročil bogov. Ti vključujejo: Ak Ana, Anapel, Bugady Musun, Kara Khan, Khalteš-Anki, Kini'je, Ku'urkil, Nga, Nu'tenut, Num-Torum, Pon, Pugu, Todote, Toko'yoto, Tomam, Xaya Iccita in Zonget. Kraji s svetimi območji vključujejo Olkhon, otok v Bajkalskem jezeru.

## Promet
Številnih mest v severni Sibiriji, kot je Petropavlovsk-Kamčatski, ni mogoče doseči po cesti, saj praktično ni nobenih povezav iz drugih večjih mest v Rusiji ali Aziji. Do Sibirije je mogoče priti po Transsibirski železnici. Transsibirska železnica deluje od Moskve na zahodu do Vladivostoka na vzhodu. Do mest, ki so daleč od železnice, se pride z letali ali po ločeni Bajkalsko-Amurski železnici (BAM). Cestno omrežje je skromno in slabo.